# کوئکولر
شهر کوئکولر (به فرانسوی: Koekelare) در شهرستان دیکسمویید  در استان فلاندری غربی  در منطقه فلاندری در کشور بلژیک واقع شده‌است.